# 航空自衛隊の隊一覧
航空自衛隊の隊一覧（こうくうじえいたいのたいいちらん、List of JASDF Squadron and Troop）は、現在編成されているまたは編成されていた航空自衛隊の隊等の一覧である。

## 防衛大臣直轄部隊
- 航空警務隊
- 航空システム通信隊-市ヶ谷基地
- 航空安全管理隊-入間基地
- 航空中央音楽隊-府中基地
- 航空中央業務隊-市ヶ谷基地

## 航空総隊隷下部隊

### 飛行隊
- 第2航空団飛行群
  - 第201飛行隊
  - 第203飛行隊
- 第3航空団飛行群
  - 第301飛行隊
  - 第302飛行隊
- 第5航空団飛行群
  - 第305飛行隊
- 第6航空団飛行群
  - 第303飛行隊
  - 第306飛行隊
- 第7航空団飛行群
  - 第3飛行隊
- 第8航空団飛行群
  - 第6飛行隊
  - 第8飛行隊
- 第9航空団飛行群
  - 第204飛行隊
  - 第304飛行隊
- 警戒航空団
  - 飛行警戒管制群
    - 第602飛行隊 - 浜松基地

  - 飛行警戒監視群
    - 第601飛行隊 - 三沢基地
    - 第603飛行隊 - 那覇基地
- 中部航空方面隊司令部支援飛行隊
- 西部航空方面隊司令部支援飛行隊

### 警戒隊
- 北部航空警戒管制団
  - 第18警戒隊-稚内分屯基地
  - 第26警戒隊-根室分屯基地
  - 第28警戒隊-網走分屯基地
  - 第29警戒隊-奥尻島分屯基地
  - 第33警戒隊-加茂分屯基地
  - 第36警戒隊-襟裳分屯基地
  - 第37警戒隊-山田分屯基地
  - 第42警戒隊-大湊分屯基地
  - 第45警戒隊-当別分屯基地
  - 第1移動警戒隊-千歳基地
- 中部航空警戒管制団
  - 第1警戒隊-笠取山分屯基地
  - 第5警戒隊-串本分屯基地
  - 第22警戒隊-御前崎分屯基地
  - 第23警戒隊-輪島分屯基地
  - 第27警戒隊-大滝根山分屯基地
  - 第35警戒隊-経ヶ岬分屯基地
  - 第44警戒隊-峯岡山分屯基地
  - 第46警戒隊-佐渡分屯基地
  - 第2移動警戒隊-入間基地
- 西部航空警戒管制団
  - 第7警戒隊-高尾山分屯基地
  - 第9警戒隊-下甑島分屯基地
  - 第13警戒隊-高畑山分屯基地
  - 第15警戒隊-福江島分屯基地
  - 第17警戒隊-見島分屯基地
  - 第19警戒隊-海栗島分屯基地
  - 第43警戒隊-背振山分屯基地
  - 第3移動警戒隊-春日基地
  - 土佐清水通信隊
- 南西航空警戒管制団
  - 第53警戒隊-宮古島分屯基地
  - 第54警戒隊-久米島分屯基地
  - 第55警戒隊-沖永良部島分屯基地
  - 第56警戒隊-与座岳分屯基地
  - 第4移動警戒隊-那覇基地
  - 奄美通信隊

### 高射隊
- 北部高射群
  - 第9高射隊-千歳基地
  - 第10高射隊-千歳基地
  - 第11高射隊-長沼分屯基地
  - 第20高射隊-八雲分屯基地
  - 第21高射隊-車力分屯基地
  - 第22高射隊-車力分屯基地
  - 第23高射隊-八雲分屯基地
  - 第24高射隊-長沼分屯基地
- 中部高射群
  - 第1高射隊-習志野分屯基地
  - 第2高射隊-武山分屯基地
  - 第3高射隊-霞ヶ浦分屯基地
  - 第4高射隊-入間基地
  - 第12高射隊-饗庭野分屯基地
  - 第13高射隊-岐阜基地
  - 第14高射隊-白山分屯基地
  - 第15高射隊-岐阜基地
- 西部高射群
  - 第5高射隊-芦屋基地
  - 第6高射隊-芦屋基地
  - 第7高射隊-築城基地
  - 第8高射隊-高良台分屯基地
- 南西高射群
  - 第16高射隊-知念分屯基地
  - 第17高射隊-那覇基地
  - 第18高射隊-知念分屯基地
  - 第19高射隊-恩納分屯基地

### 基地防空隊
- 第2基地防空隊 - 千歳基地
- 第3基地防空隊 - 三沢基地
- 第4基地防空隊 - 松島基地
- 第5基地防空隊 - 新田原基地
- 第6基地防空隊 - 小松基地
- 第7基地防空隊 - 百里基地
- 第8基地防空隊 - 築城基地
- 第9基地防空隊 - 那覇基地

### 施設隊
- 北部航空施設隊
- 中部航空施設隊
- 西部航空施設隊
- 南西航空施設隊

### 音楽隊
- 北部航空音楽隊-三沢基地
- 中部航空音楽隊-浜松基地
- 西部航空音楽隊-春日基地
- 南西航空音楽隊-那覇基地

### 航空救難団

#### 救難隊
- 千歳救難隊
- 秋田救難隊
- 松島救難隊
- 百里救難隊
- 新潟救難隊
- 浜松救難隊
- 小松救難隊
- 芦屋救難隊
- 新田原救難隊
- 那覇救難隊

#### ヘリコプター空輸隊
- 三沢ヘリコプター空輸隊
- 入間ヘリコプター空輸隊
- 春日ヘリコプター空輸隊
- 那覇ヘリコプター空輸隊

#### 直轄部隊
- 救難教育隊-小牧基地

### 航空総隊直轄部隊
- 偵察航空隊

### 中部航空方面隊直轄部隊
- 硫黄島基地隊

## 航空支援集団隷下部隊

### 飛行隊
- 第1輸送航空隊飛行群-小牧基地
  - 第401飛行隊
  - 第404飛行隊
- 第2輸送航空隊-入間基地
  - 第402飛行隊
- 第3輸送航空隊飛行群-美保基地
  - 第403飛行隊
  - 第405飛行隊
- 特別航空輸送隊-千歳基地
  - 第701飛行隊

### 支援集団直轄部隊
- 飛行点検隊-入間基地
- 航空機動衛生隊-小牧基地
- 航空保安管制群
  - 航空保安管制群本部-入間基地
  - 飛行管理隊-府中基地
  - 飛行情報隊-府中基地
  - 千歳管制隊-千歳基地
  - 三沢管制隊-三沢基地
  - 松島管制隊-松島基地
  - 百里管制隊-百里基地
  - 入間管制隊-入間基地
  - 浜松管制隊-浜松基地
  - 静浜管制隊-静浜基地
  - 小松管制隊-小松基地
  - 小牧管制隊-小牧基地
  - 春日管制隊-春日基地
  - 築城管制隊-築城基地
  - 新田原管制隊-新田原基地
  - 那覇管制隊-那覇基地
  - 移動管制隊-百里基地
- 航空気象群-府中基地
  - 中枢気象隊-府中基地
  - 千歳気象隊-千歳基地
  - 三沢気象隊-三沢基地
  - 松島気象隊-松島基地
  - 小松気象隊-小松基地
  - 百里気象隊-百里基地
  - 東京気象隊-市ヶ谷基地
  - 横田気象隊-横田基地
  - 入間気象隊-入間基地
  - 静浜気象隊-静浜基地
  - 浜松気象隊-浜松基地
  - 岐阜気象隊-岐阜基地
  - 小牧気象隊-小牧基地
  - 美保気象隊-美保基地
  - 防府気象隊-防府北基地
  - 芦屋気象隊-芦屋基地
  - 築城気象隊-築城基地
  - 春日気象隊-春日基地
  - 新田原気象隊-新田原基地
  - 那覇気象隊-那覇基地
  - 基地業務隊-府中基地

## 航空教育集団隷下部隊

### 飛行隊
- 第1航空団飛行群-浜松基地
  - 第31教育飛行隊
  - 第32教育飛行隊
  - 第41教育飛行隊
- 第4航空団飛行群-松島基地
  - 第11飛行隊(通称:ブルーインパルス)
  - 第21飛行隊
- 第11飛行教育団飛行教育群-静浜基地
  - 第1飛行教育隊
  - 第2飛行教育隊
- 第12飛行教育団飛行教育群-防府北基地
  - 第1飛行教育隊
  - 第2飛行教育隊
- 第13飛行教育団飛行教育群-芦屋基地
  - 第1飛行教育隊
  - 第2飛行教育隊
- 飛行教育航空隊-新田原基地
  - 第23飛行隊

### 航空教育集団直轄部隊
- 航空教育隊
- 教材整備隊-浜松基地

## 航空開発実験集団隷下部隊
- 航空医学実験隊-入間基地

## 廃止(整理・解散)された部隊

### 航空総隊隷下部隊
- 航空隊
  - 第81航空隊
  - 第82航空隊
  - 第83航空隊 ※2016年1月31日、第9航空団へ改編
  - 偵察航空隊 2020年3月26日廃止
- 飛行隊
  - 第1飛行隊
  - 第2飛行隊
  - 第4飛行隊
  - 第5飛行隊
  - 第7飛行隊
  - 第9飛行隊
  - 第10飛行隊
  - 第101飛行隊
  - 第102飛行隊
  - 第103飛行隊
  - 第105飛行隊
  - 第202飛行隊
  - 第205飛行隊
  - 第206飛行隊
  - 第207飛行隊
  - 第501飛行隊
- 航空総隊司令部飛行隊-入間基地　※2014年8月1日、中部方面隊隷下の中部航空方面隊司令部支援飛行隊および航空戦術教導団隷下の電子作戦群に改組
- 飛行教導隊-新田原基地　※2014年8月1日、航空戦術教導団隷下の飛行教導群に改組
- 高射教導隊-浜松基地　※2014年8月1日、航空戦術教導団隷下の高射教導群に改組
- 南西航空警戒管制隊-那覇基地　※2017年7月1日、南西航空警戒管制団に改組

### 航空教育集団隷下部隊
- 飛行隊
  - 第22飛行隊
  - 第33飛行隊
  - 第35飛行隊

### 移動警戒隊
- 第5移動警戒隊（1984年10月-2002年3月 八雲分屯基地）
- 第6移動警戒隊（浜松基地）
- 第7移動警戒隊（美保基地）
- 第9移動警戒隊（小松基地）
- 第10移動警戒隊（春日基地）
- 第11移動警戒隊（1988年3月-2000年6月　車力分屯基地）
- 第12移動警戒隊（1989年3月-2003年3月　百里基地）

### 基地防空隊
- 基地防空訓練隊（1984年6月-1986年10月 千歳基地）
- 第105基地防空隊（1990年–2002年 網走分屯基地）
- 第106基地防空隊（–2003年 襟裳分屯基地）
- 第204基地防空隊（三沢基地）
- 第301基地防空隊（1988年3月–2004年 小松基地）
- 第302基地防空隊（1992年-2004年　佐渡分屯基地）
- 第303基地防空隊（1991年-2005年　輪島分屯基地）
- 第401基地防空隊（百里基地）
- 第402基地防空隊（1994年–2003年 松島基地）
- 第501基地防空隊（春日基地）

### その他の部隊
- 航空自衛隊情報保全隊（防衛大臣直轄部隊）　※2009年7月31日廃止。自衛隊情報保全隊へ
- プログラム管理隊（航空総隊直轄）　※2014年3月廃止。作戦システム運用隊隷下の作戦システム管理群へ